# Cantó de Le Bois-d'Oingt
El cantó de Le Bois-d'Oingt (en francès canton du Bois-d'Oingt) és una divisió administrativa francesa del departament del Roine, situat al districte de Villefranche-sur-Saône. Té 25 municipis i el cap és Val d'Oingt.

## Municipis
- Alix
- Bagnols
- Belmont-d'Azergues
- Bully
- Chamelet
- Charnay
- Châtillon
- Chessy
- Cogny
- Frontenas
- Jarnioux
- Le Breuil
- Légny
- Létra
- Liergues
- Moiré
- Pouilly-le-Monial
- Sainte-Paule
- Saint-Germain-Nuelles
- Saint-Jean-des-Vignes
- Saint-Vérand
- Ternand
- Theizé
- Val d'Oingt
- Ville-sur-Jarnioux

## Consellers generals i departamentals
| Data d'elecció                           | Identitat        | Partit                         | Qualitat |
| ---------------------------------------- | ---------------- | ------------------------------ | -------- |
| 1945-1967                                | Claude Ramet     | radical                        |          |
| 1967-1998                                | Claude Rouet     | Radical, després divers droite |          |
| 1998-2015                                | Charles Bréchard | UDF, després NC                |          |
| les dades anteriors no són pas conegudes |                  |                                |          |

| Data d'elecció | Identitat        | Partit | Qualitat |
| -------------- | ---------------- | ------ | -------- |
| 2015 -         | Antoine Duperray | LR     |          |
| 2015 -         | Martine Publié   | LR     |          |

|}